# Medina de Rioseco
Medina de Rioseco (appelée Rioseco jusqu'en 1860) est une commune de la province de Valladolid dans la communauté autonome de Castille-et-León en Espagne.

## Géographie
L'ancienne commune de Palacios de Campos (es) a été intégrée le 8 février 1971 à la commune de Medina de Rioseco.

## Histoire
La Bataille de Medina de Rioseco eut lieu le 14 juillet 1808 lors de la Guerre d'indépendance espagnole.

## Économie
L'équimentier automobile Visteon est implanté sur la commune et y fabrique des pièces plastiques pour intérieurs d'automobiles.

## Sites et patrimoine

### Patrimoine religieux
- Église Santa María de Mediavilla (es).
  - L'église contient notamment la chapelle des Benavente.

Église Santa María de Mediavilla
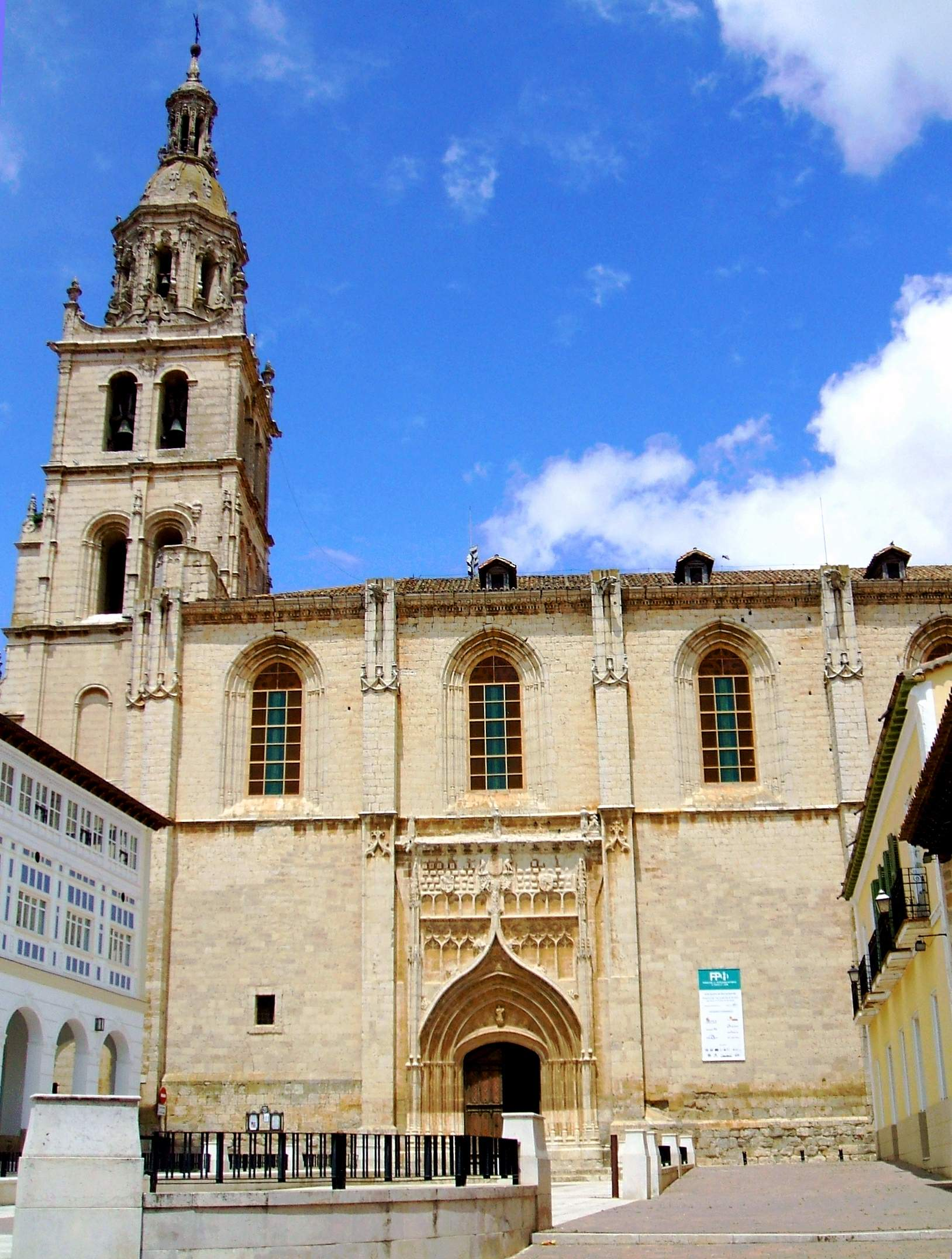
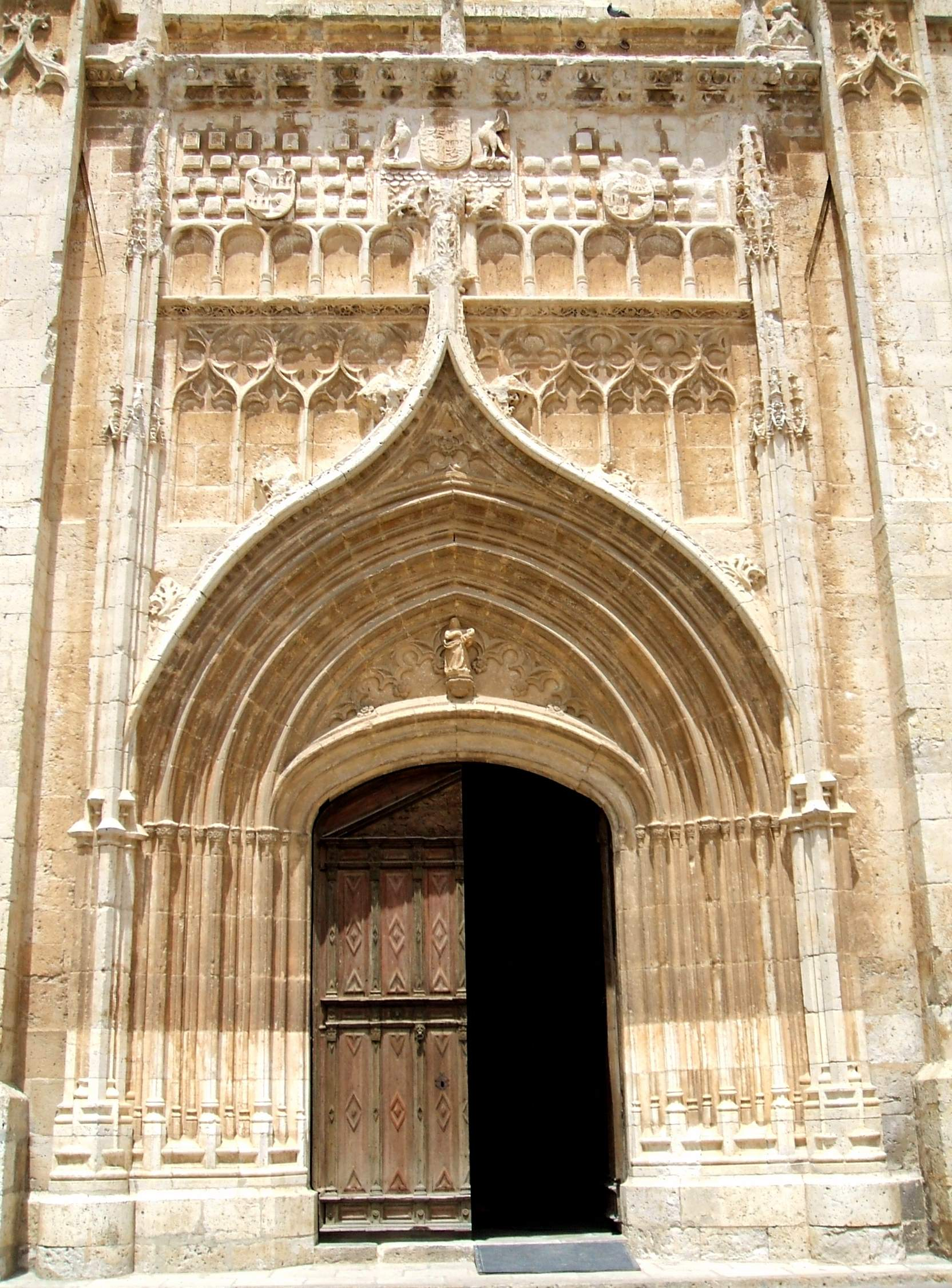
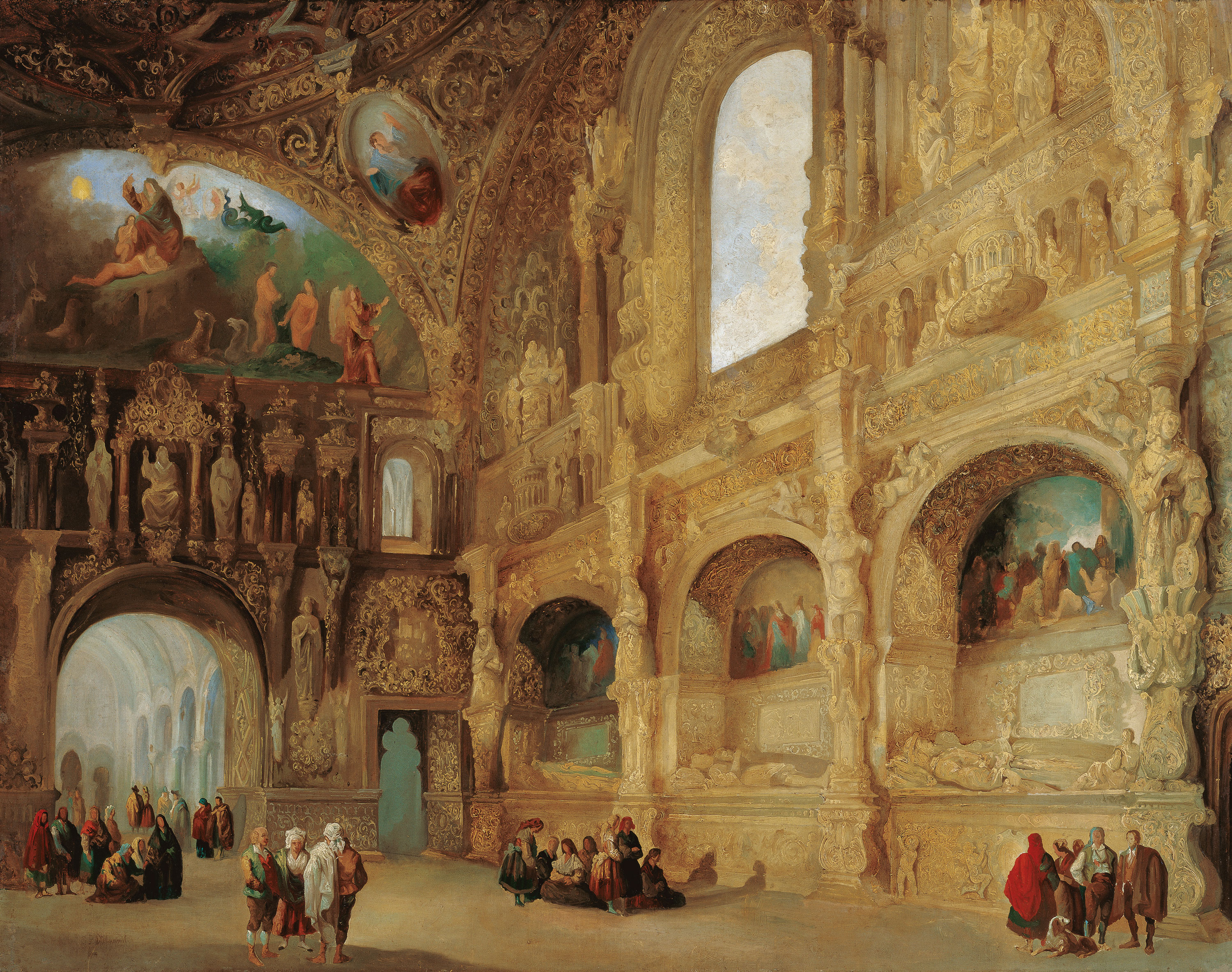
Chapelle des Benavente. Jenaro Pérez Villaamil.
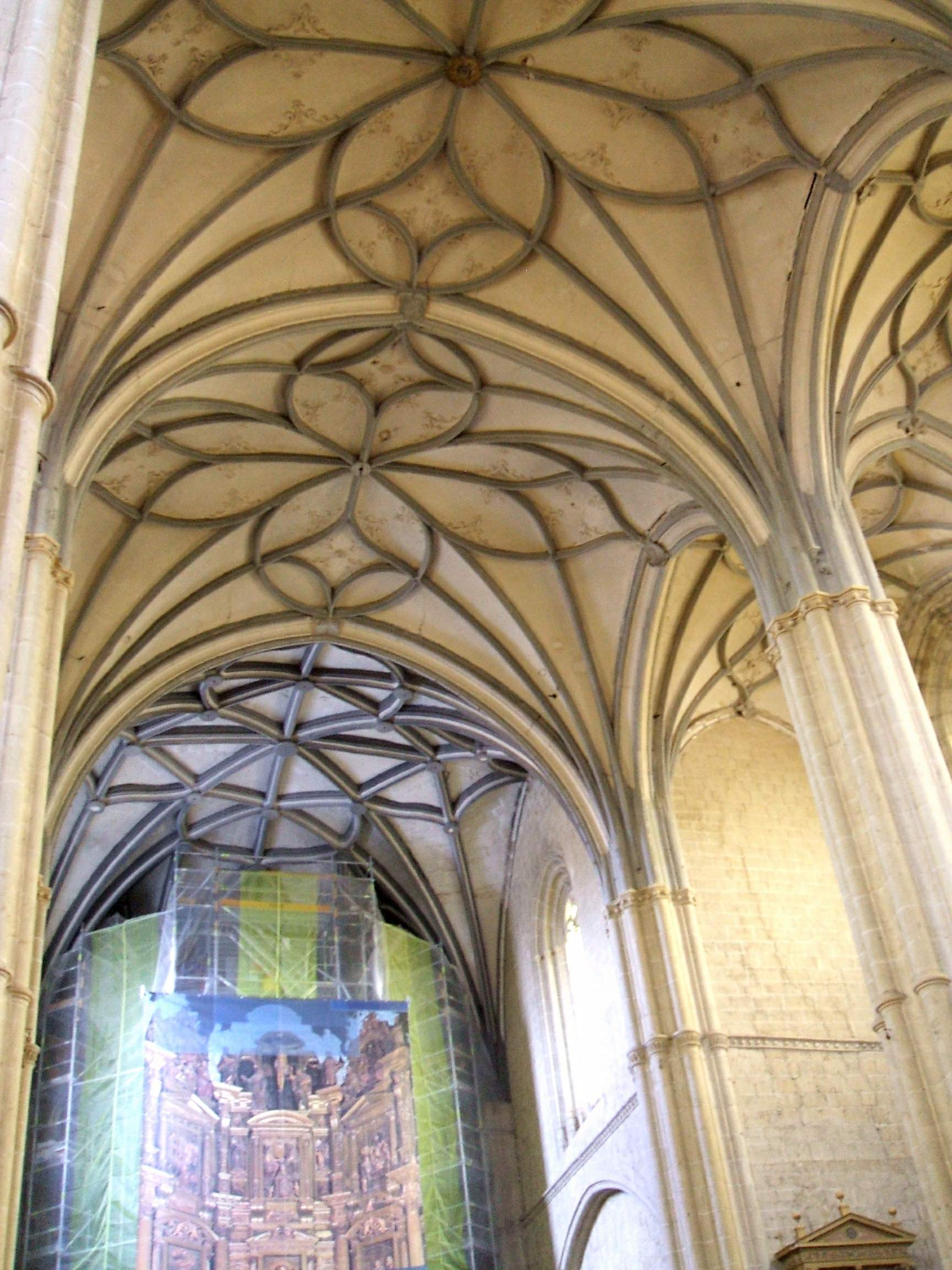
.

- Église Saint-Jacques-le-Majeur (es) (Iglesia de Santiago Apóstol).

Église Saint-Jacques-le-Majeur
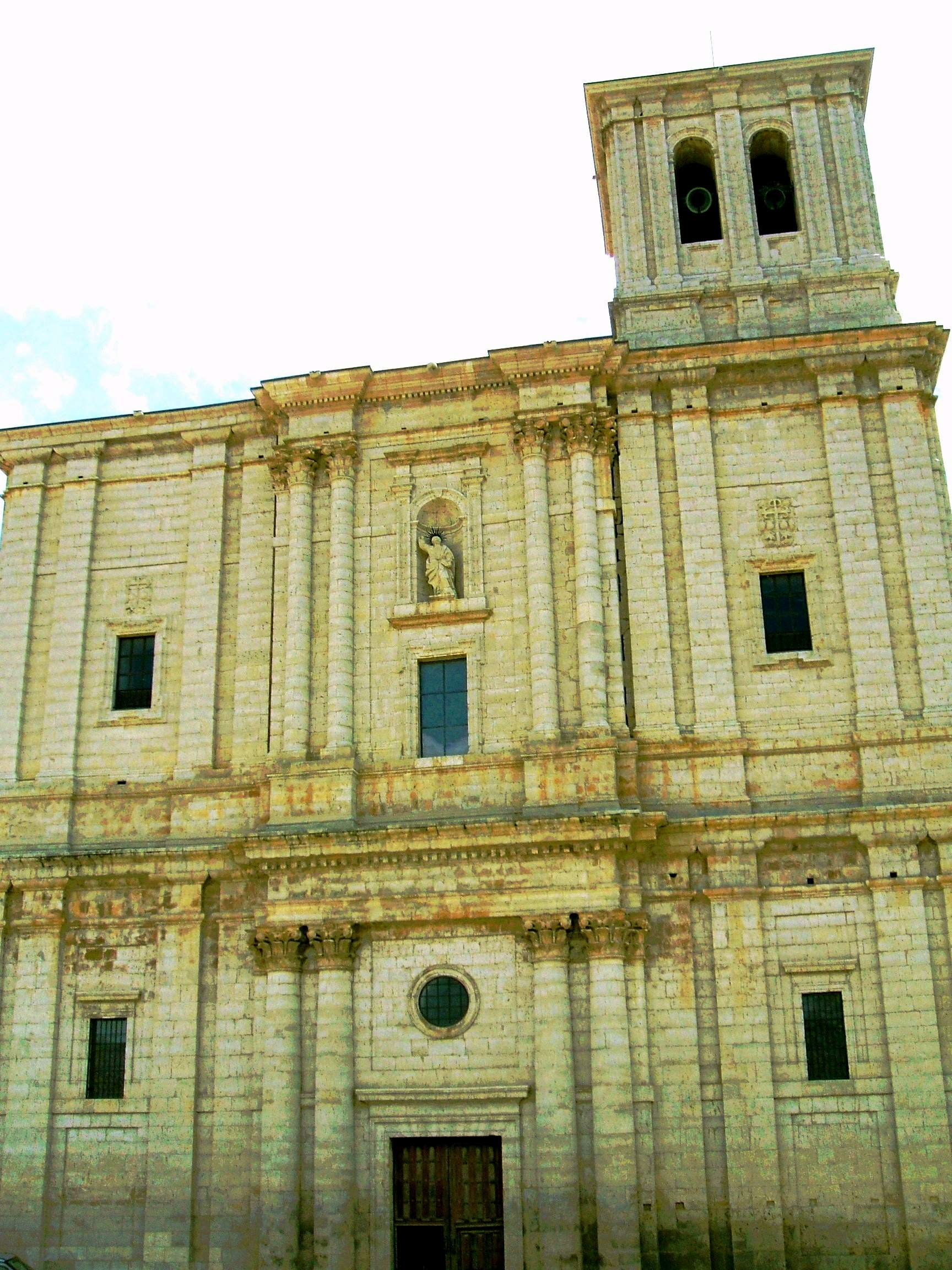
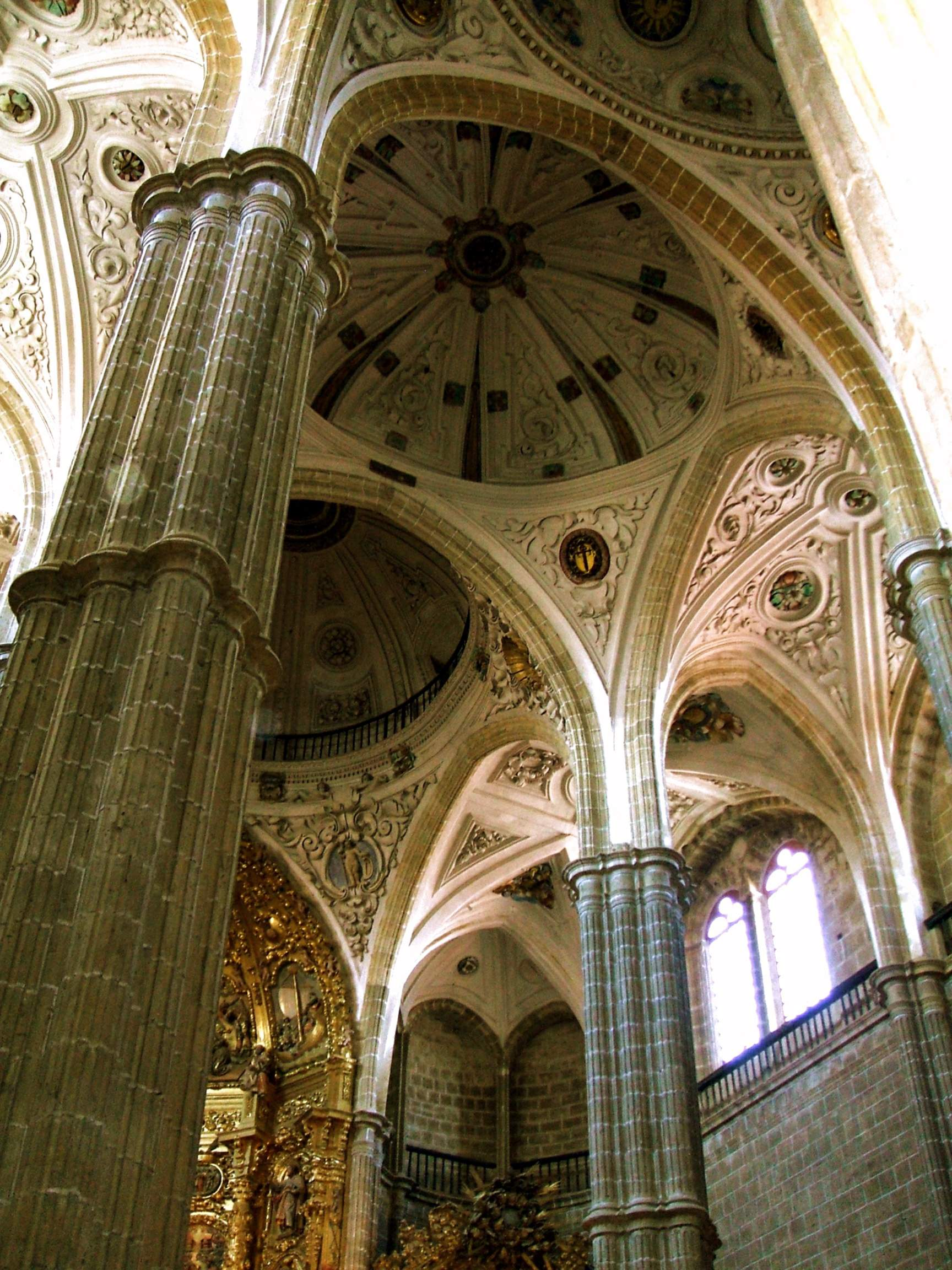
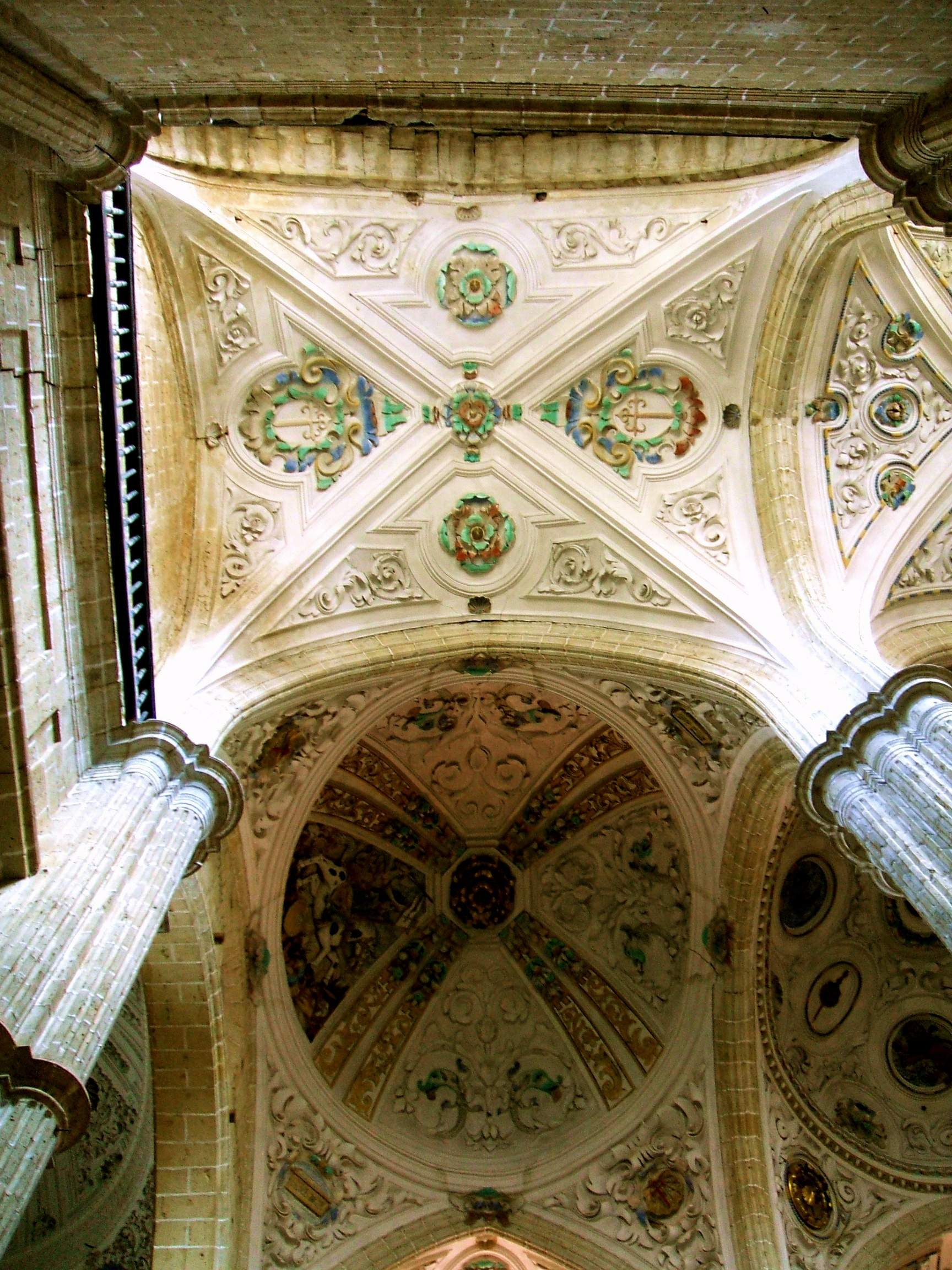
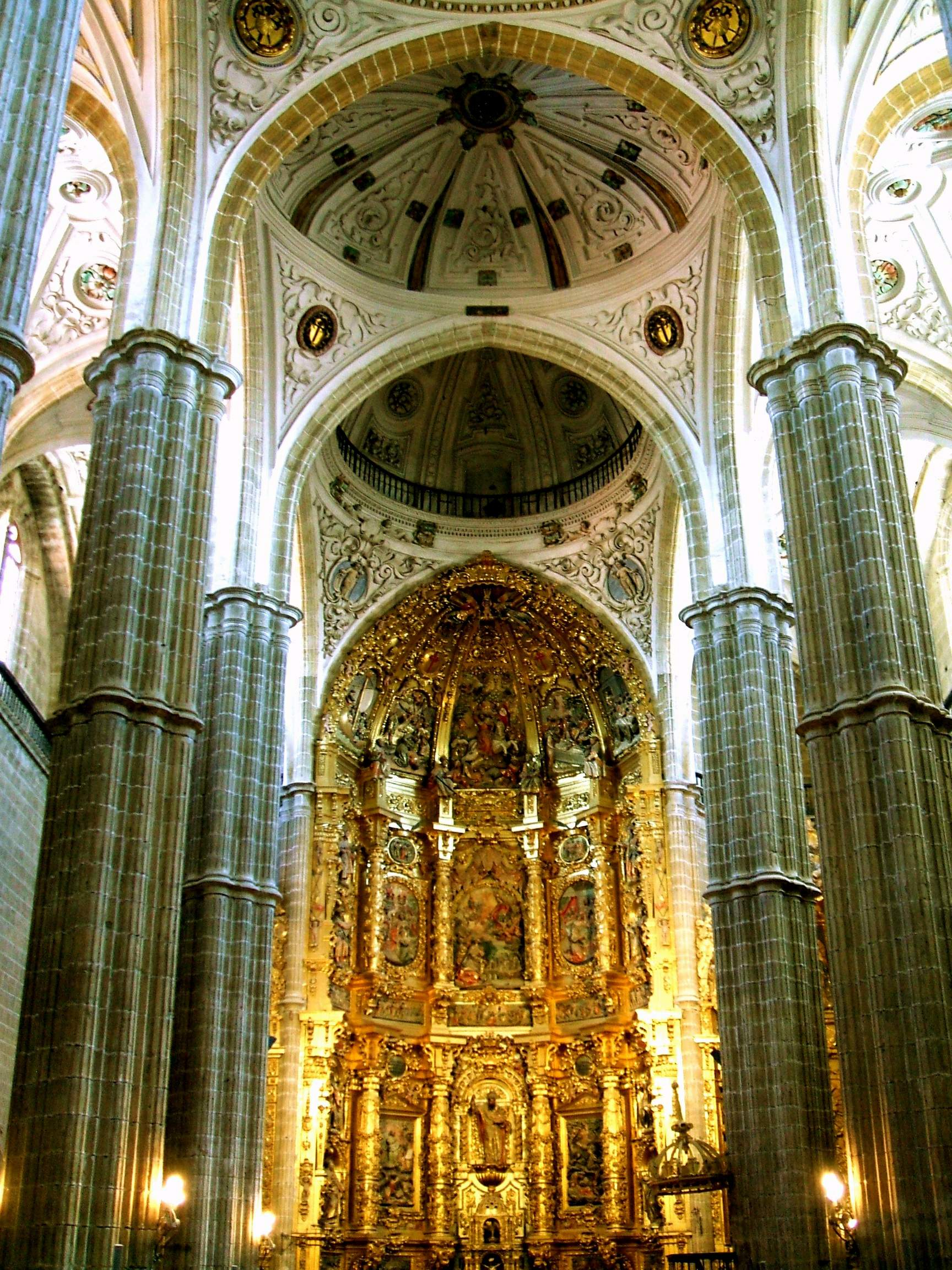
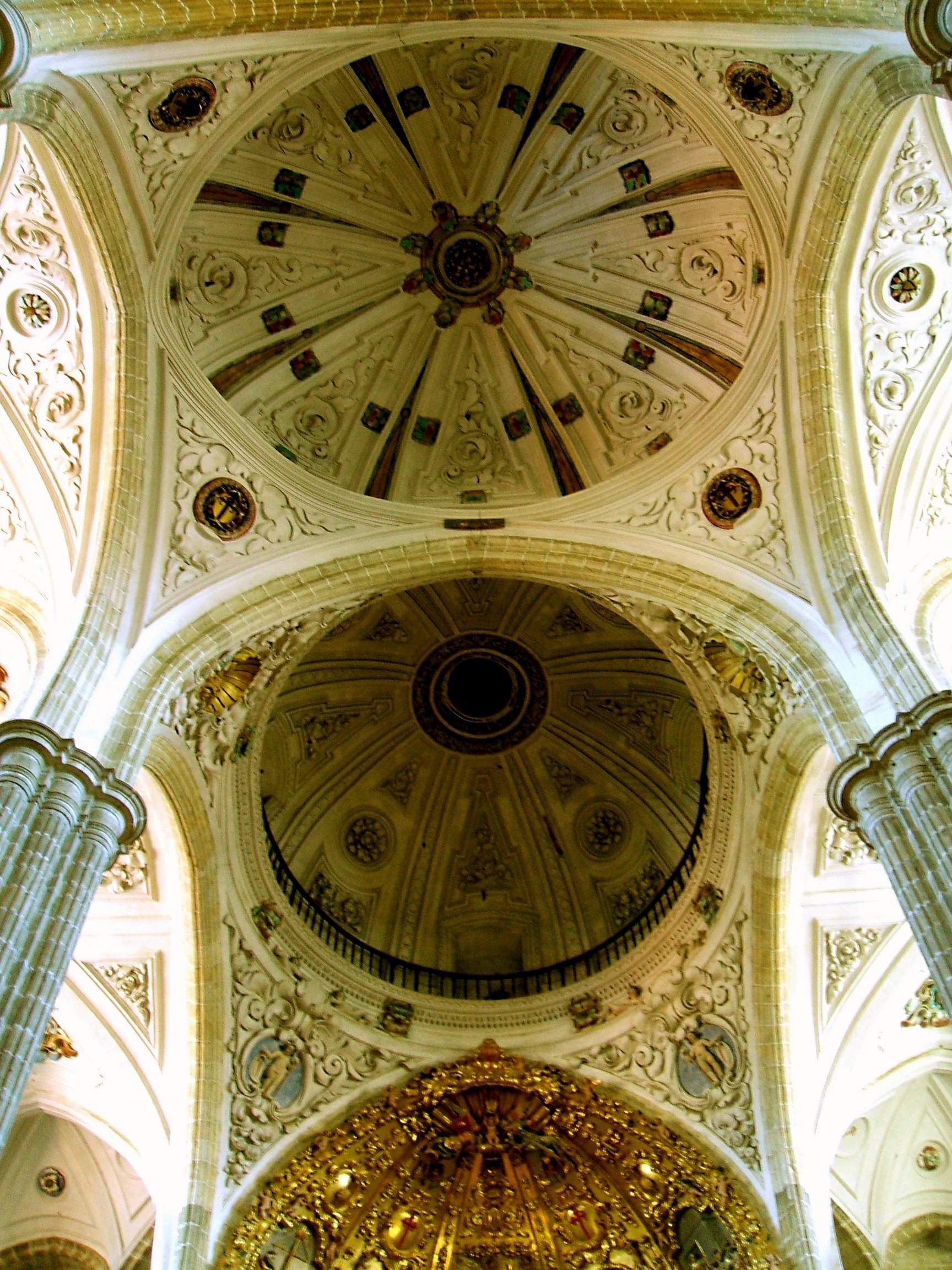
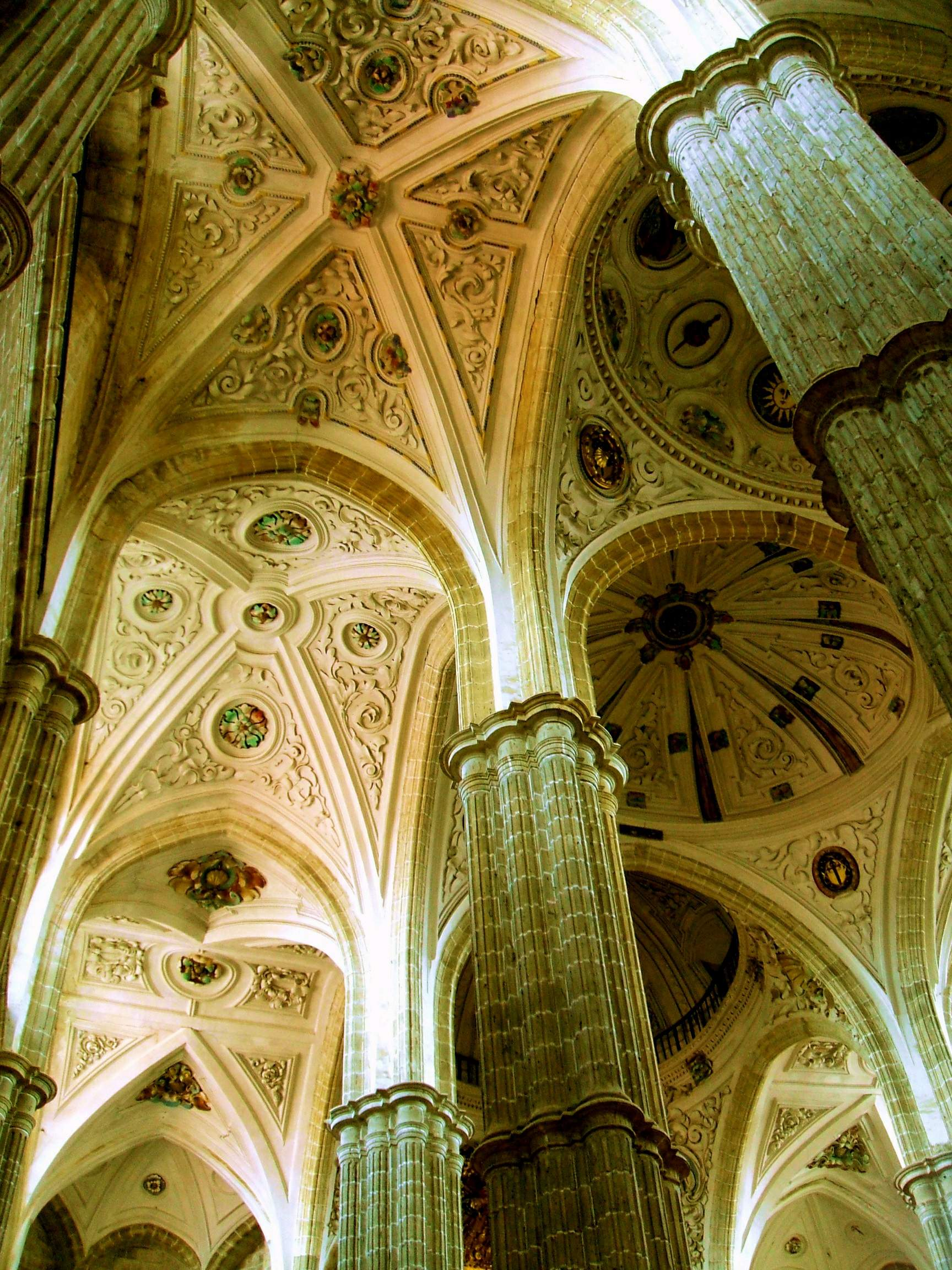
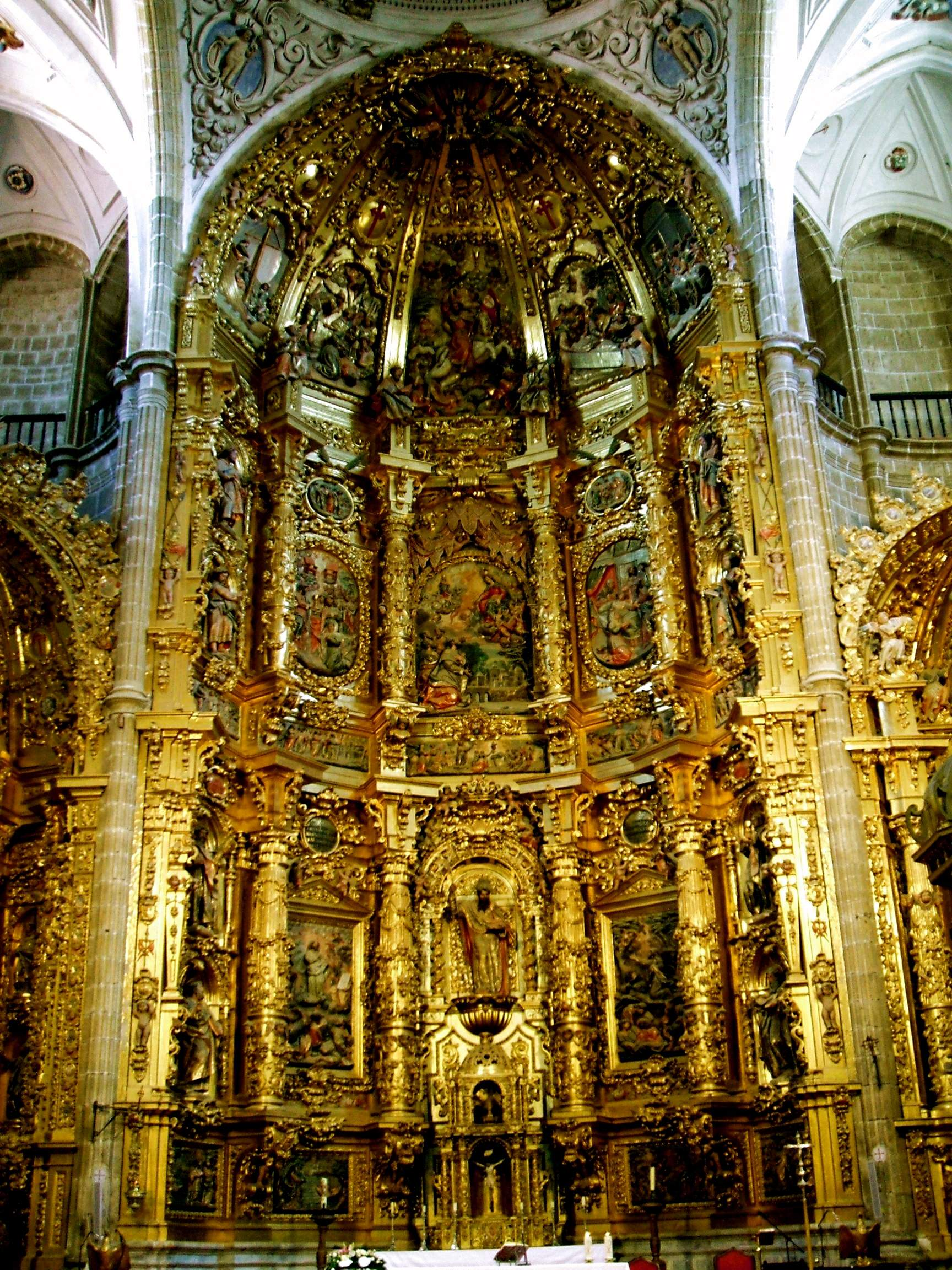
Retable baroque (XVIIIe siècle)
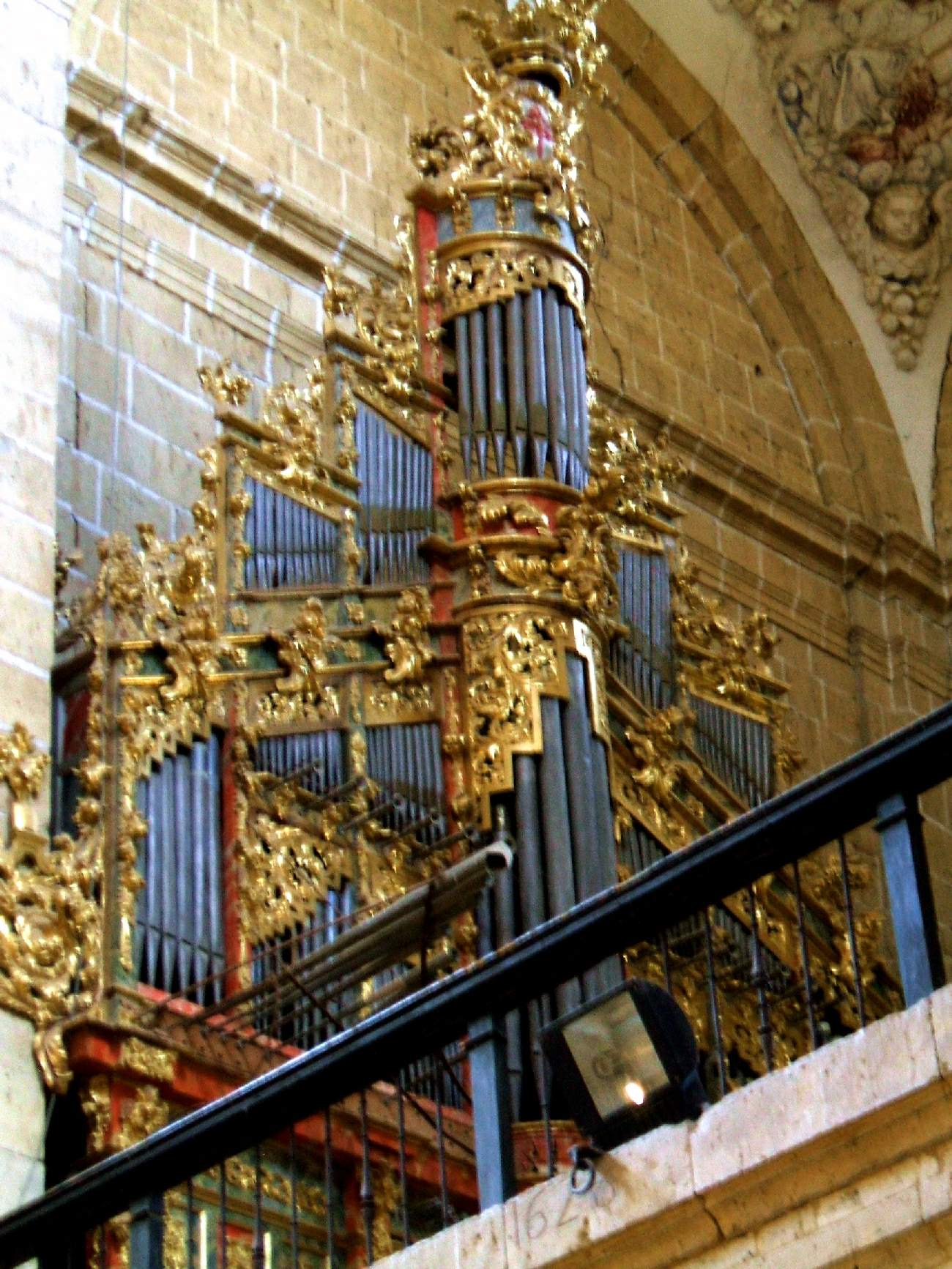
Orgues baroques (XVIIIe siècle)

- Église Sainte-Croix (es) (Iglesia de Santa Cruz).
- Couvent San Francisco (es).
- Couvent Santa Clara.
- Couvent San José.
- Chapelle de Castilviejo (es).
- Église San Pedro Mártir.
- Église de la Antigua.
- Commanderie hospitalière de San Miguel de Posada, au sud-est de la ville (disparue)[2],[3]

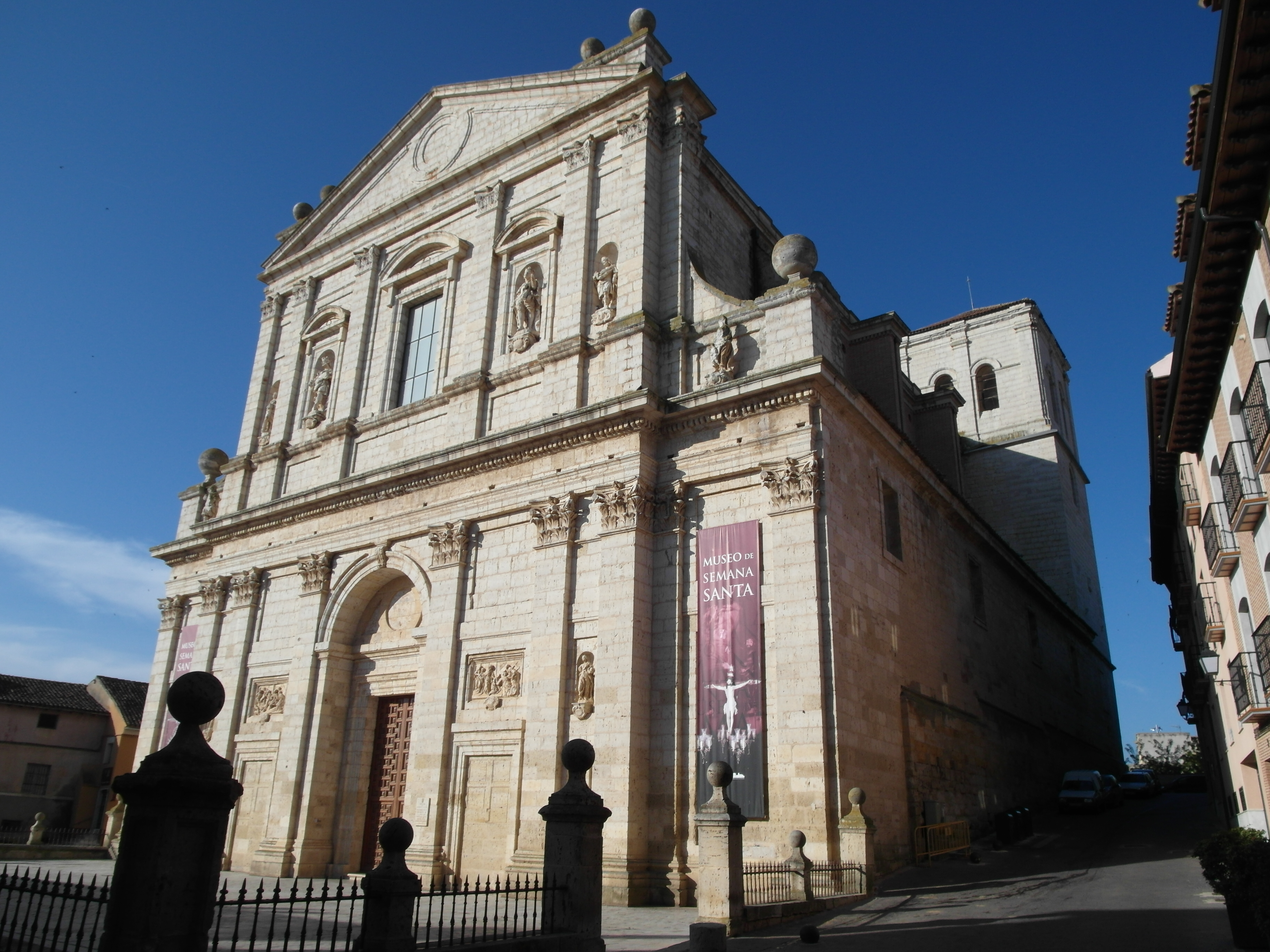
Église Sainte-Croix.
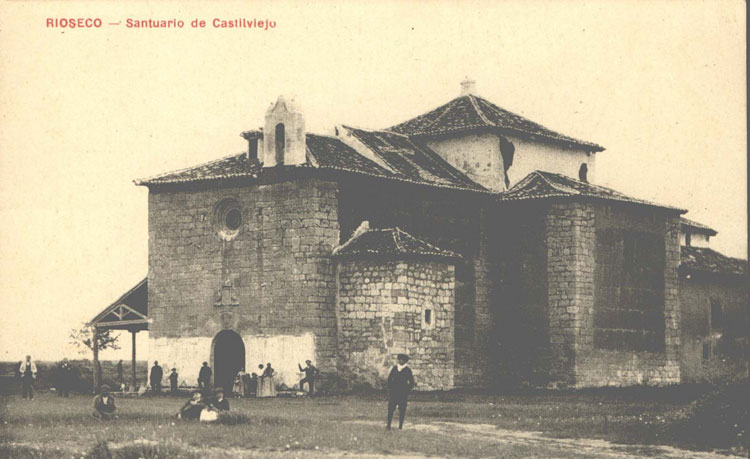
Sanctuaire de Castilviejo. Fondation Joaquín Díaz.
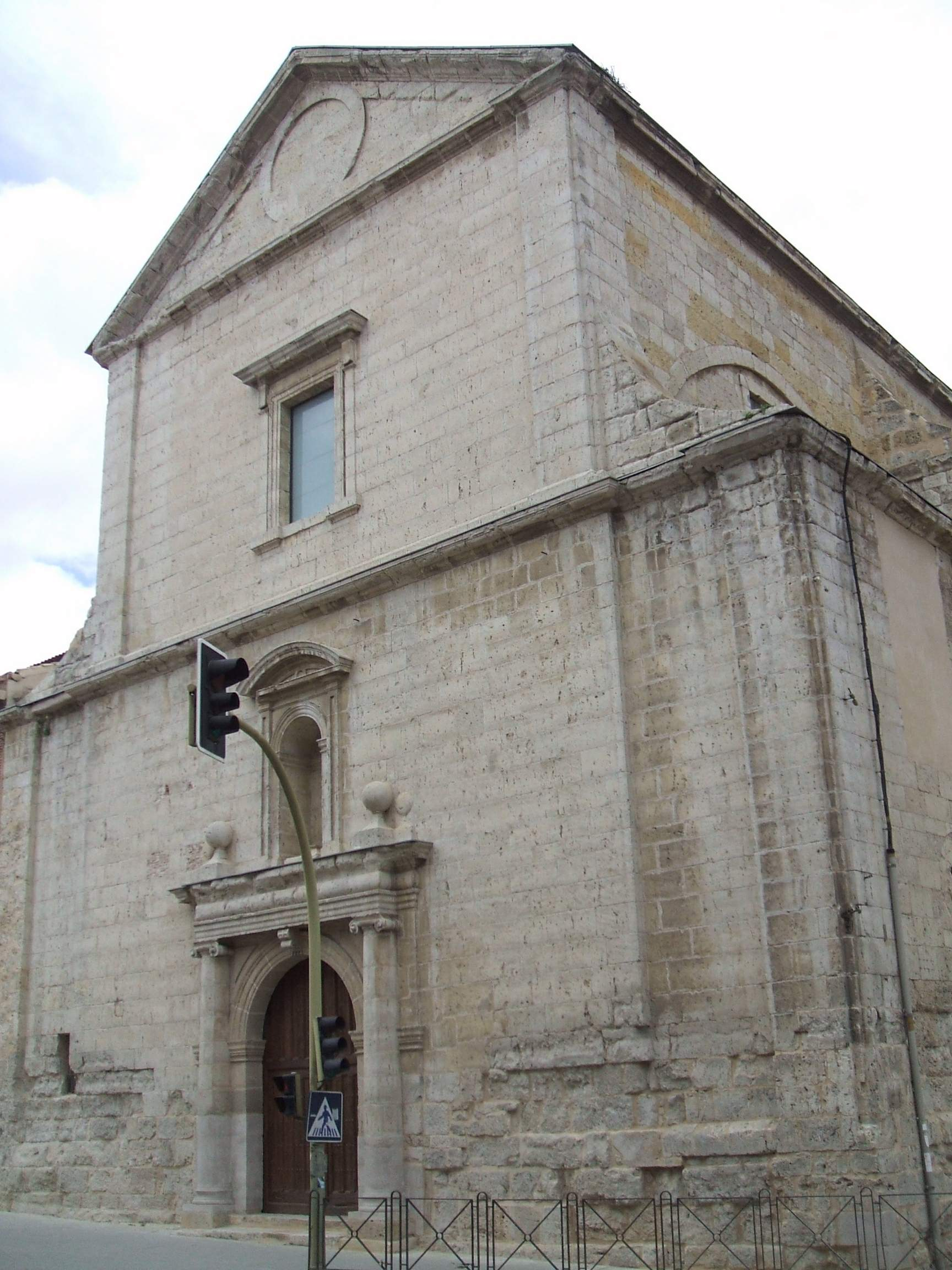
Église San Pedro Mártir.
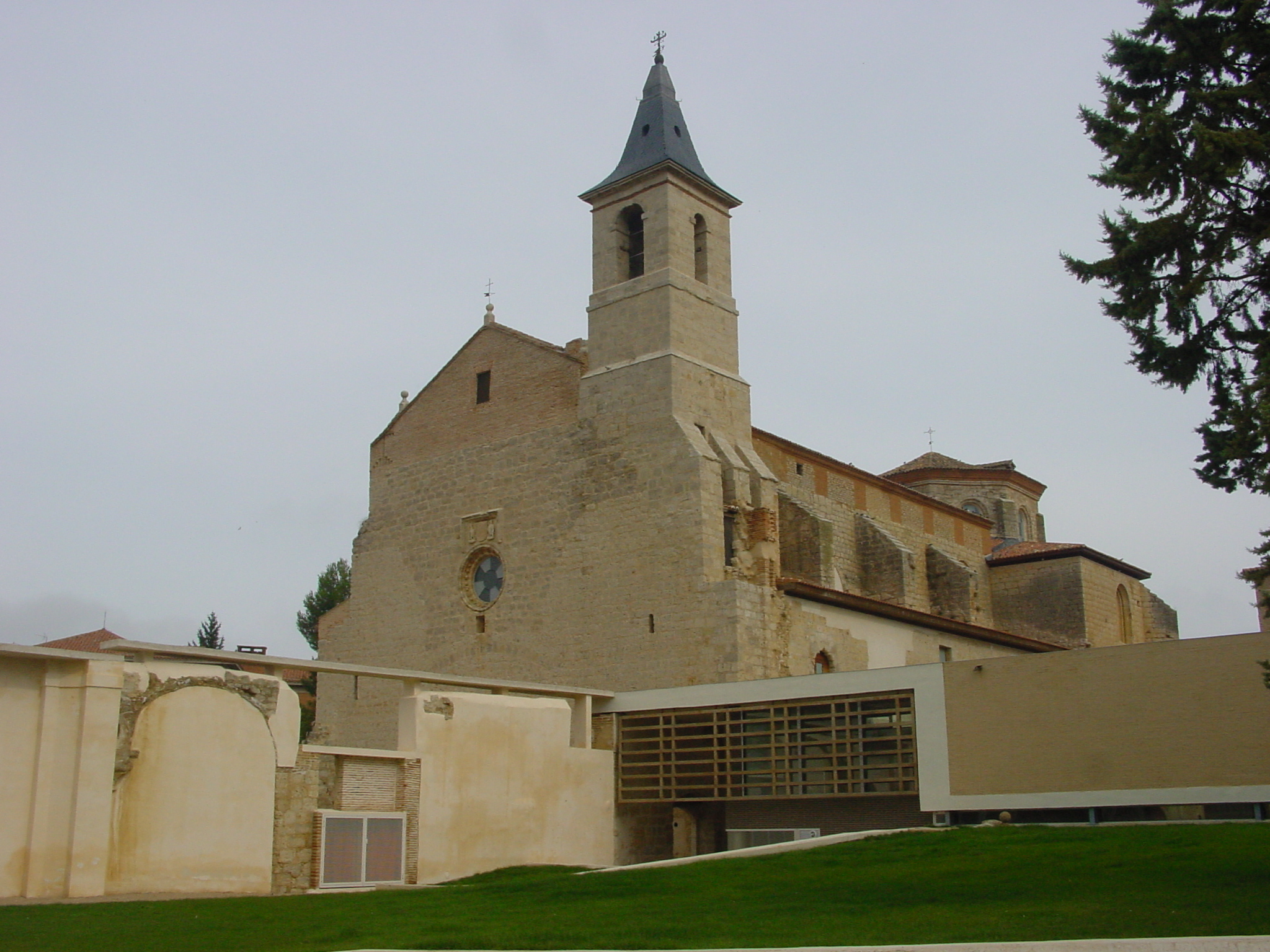
Couvent San Francisco.
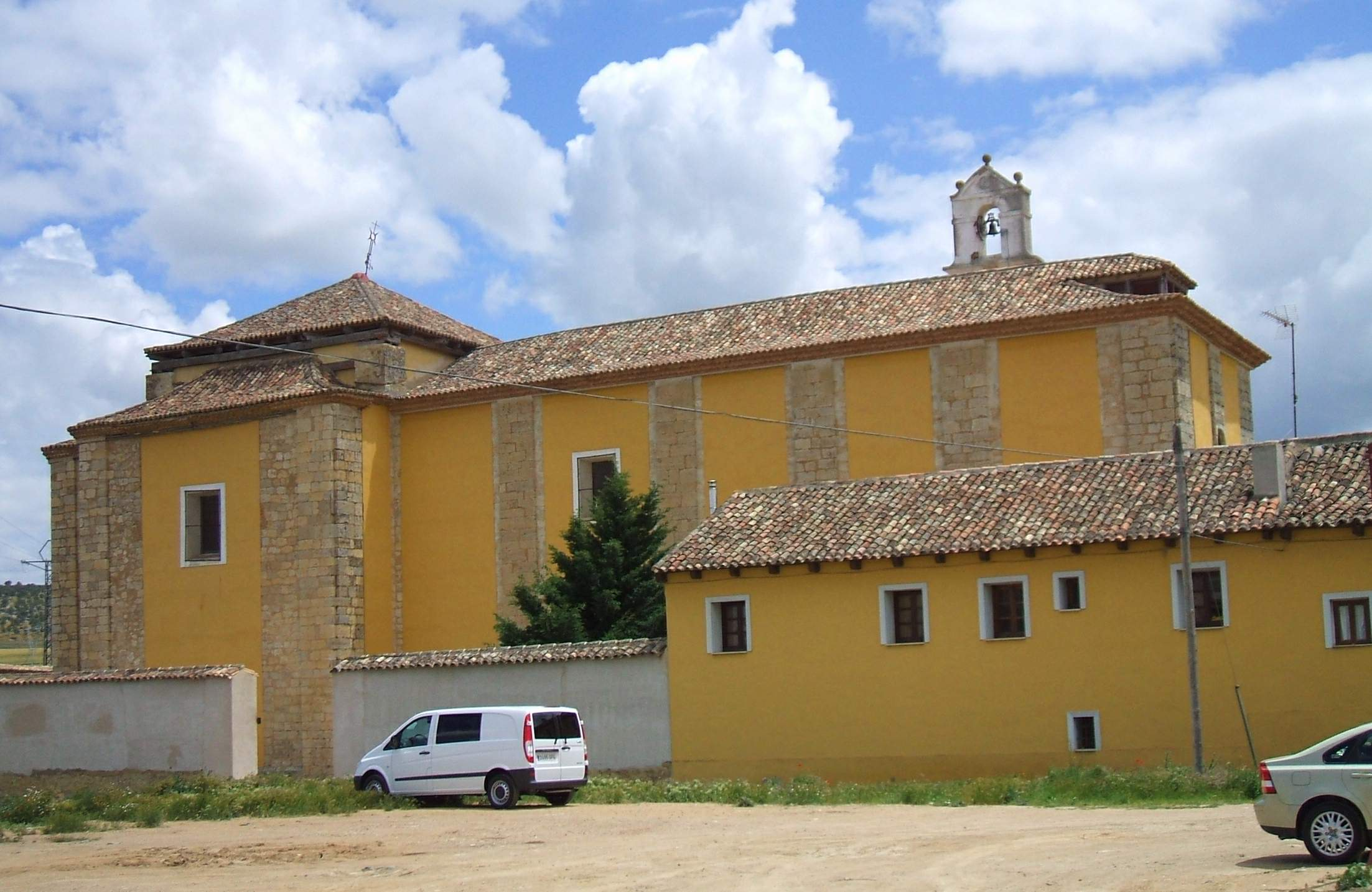
Couvent Santa Clara.
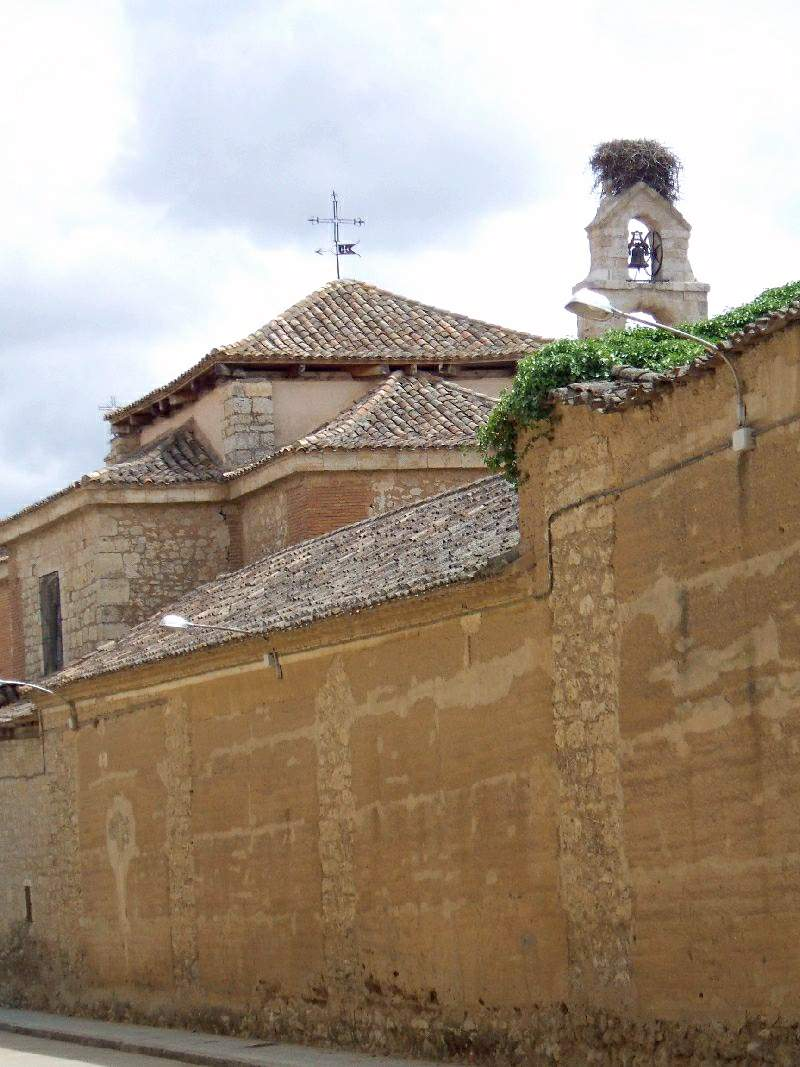
Couvent San José.

### Patrimoine militaire
- Château (disparu).
- Muraille (es) avec ses trois portes : Zamora, Ajújar et San Sebastián.

### Patrimoine civil
- Vieille ville.
- Théâtre principal.
- Ancienne halle au blé (alhóndiga) municipale (el Torno).
- Fabrique de farine San Antonio (es).
- Fontaines publiques.
- Pont de Villalón.
- Port fluvial du canal de Castille : bassin (dársena), magasins (almacenes), maisons (cuadras).
- Arène.

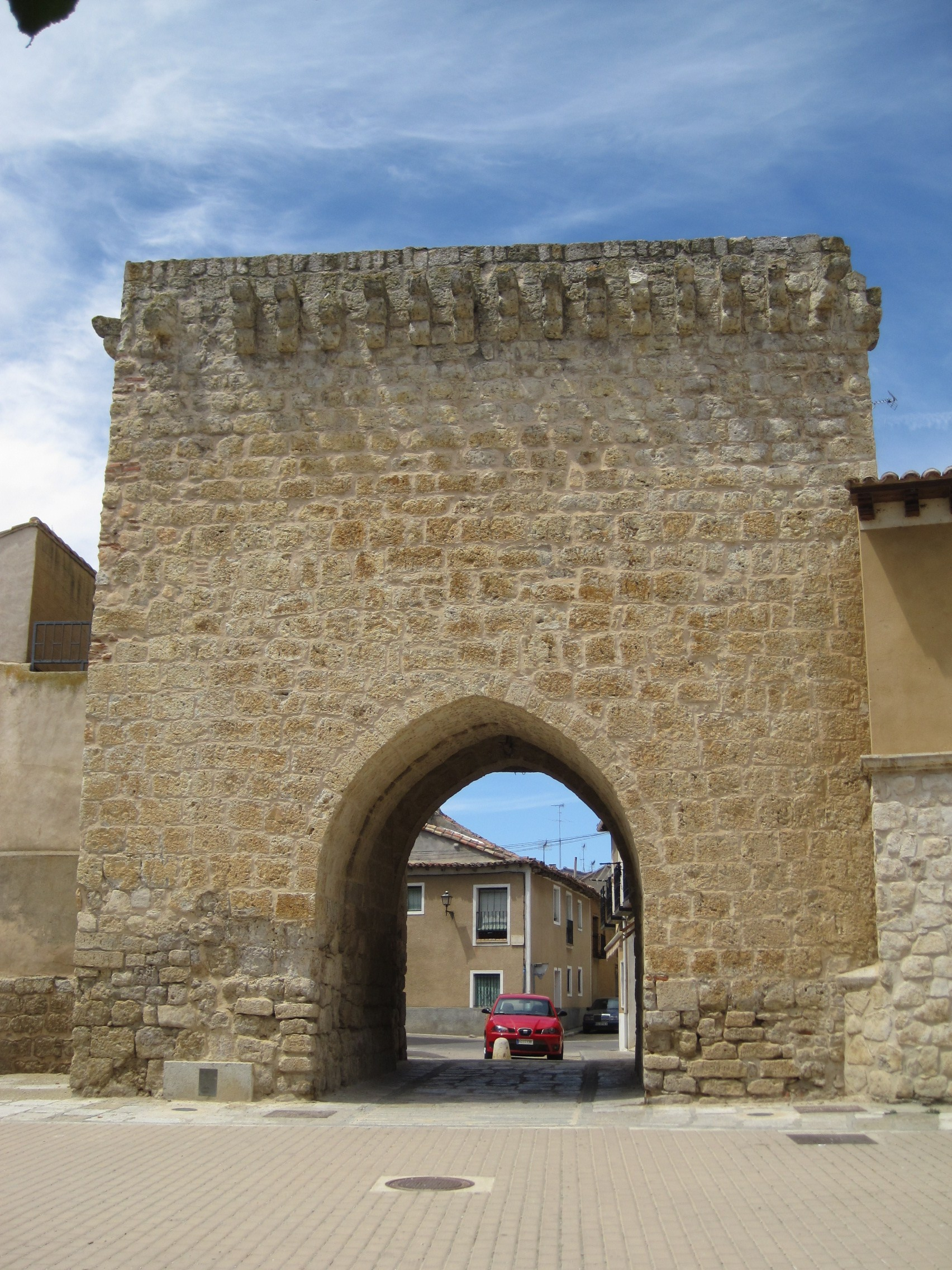
Porte de Ajújar.
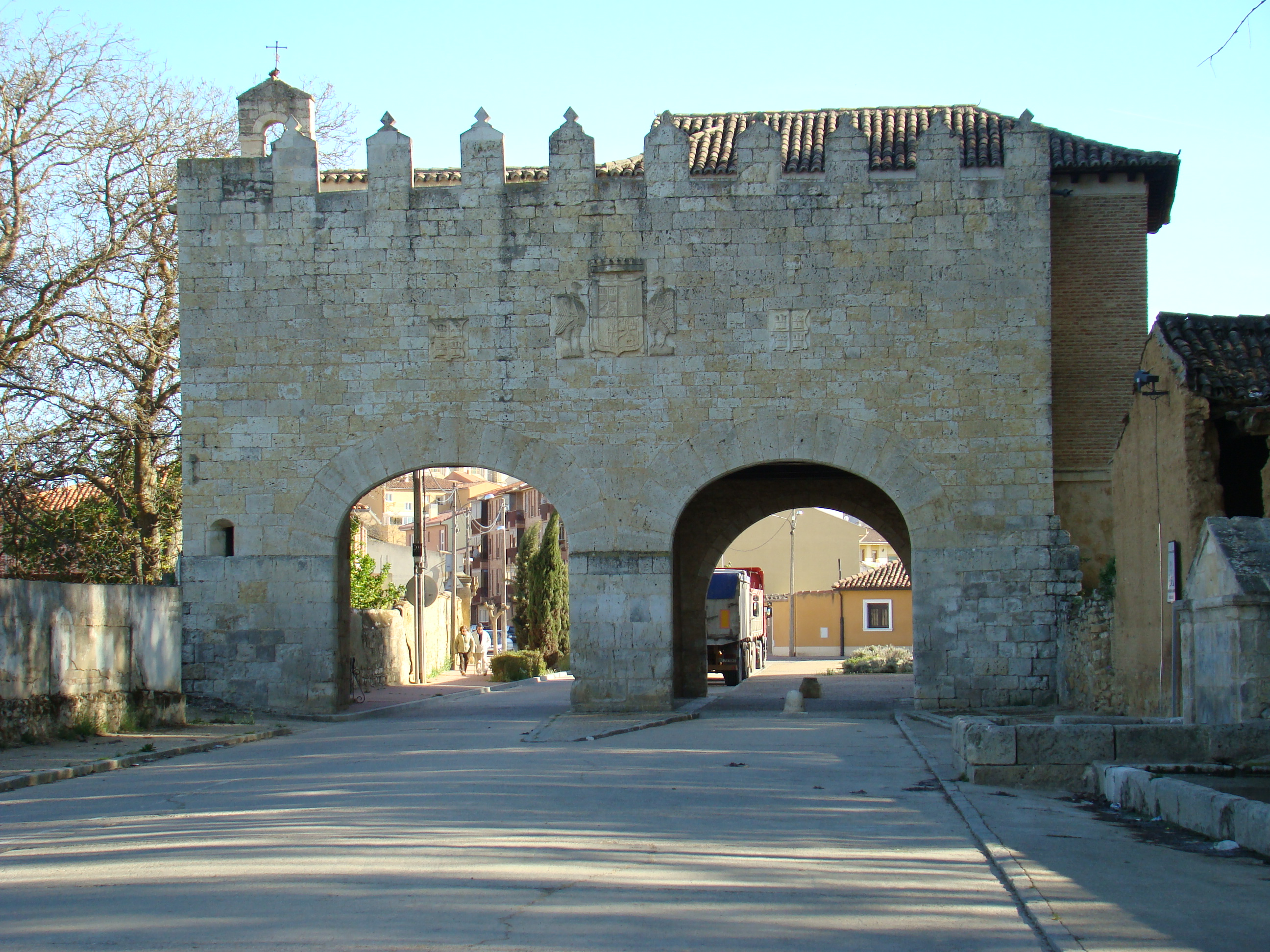
Porte de San Sebastián.
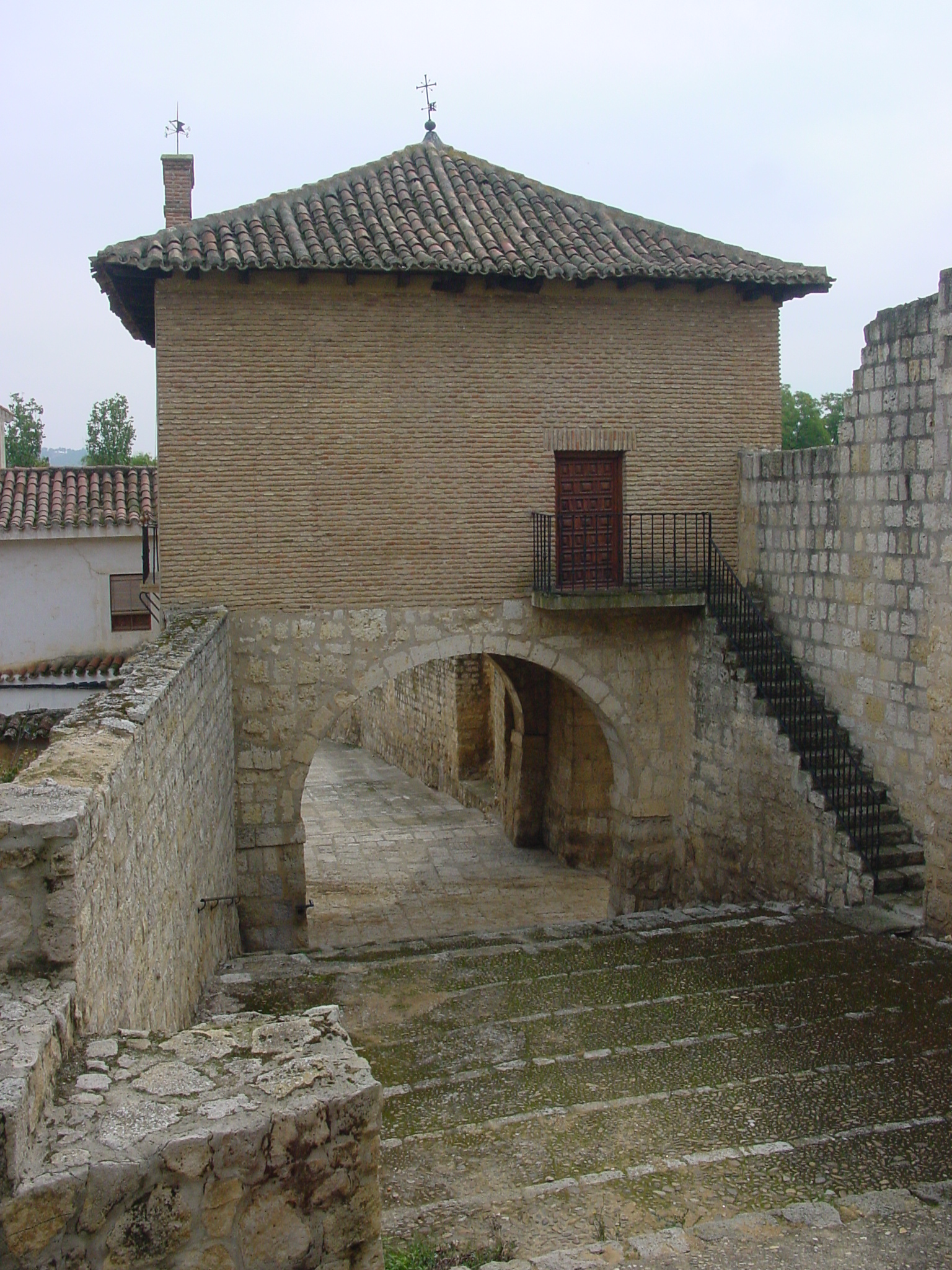
Porte de Zamora.
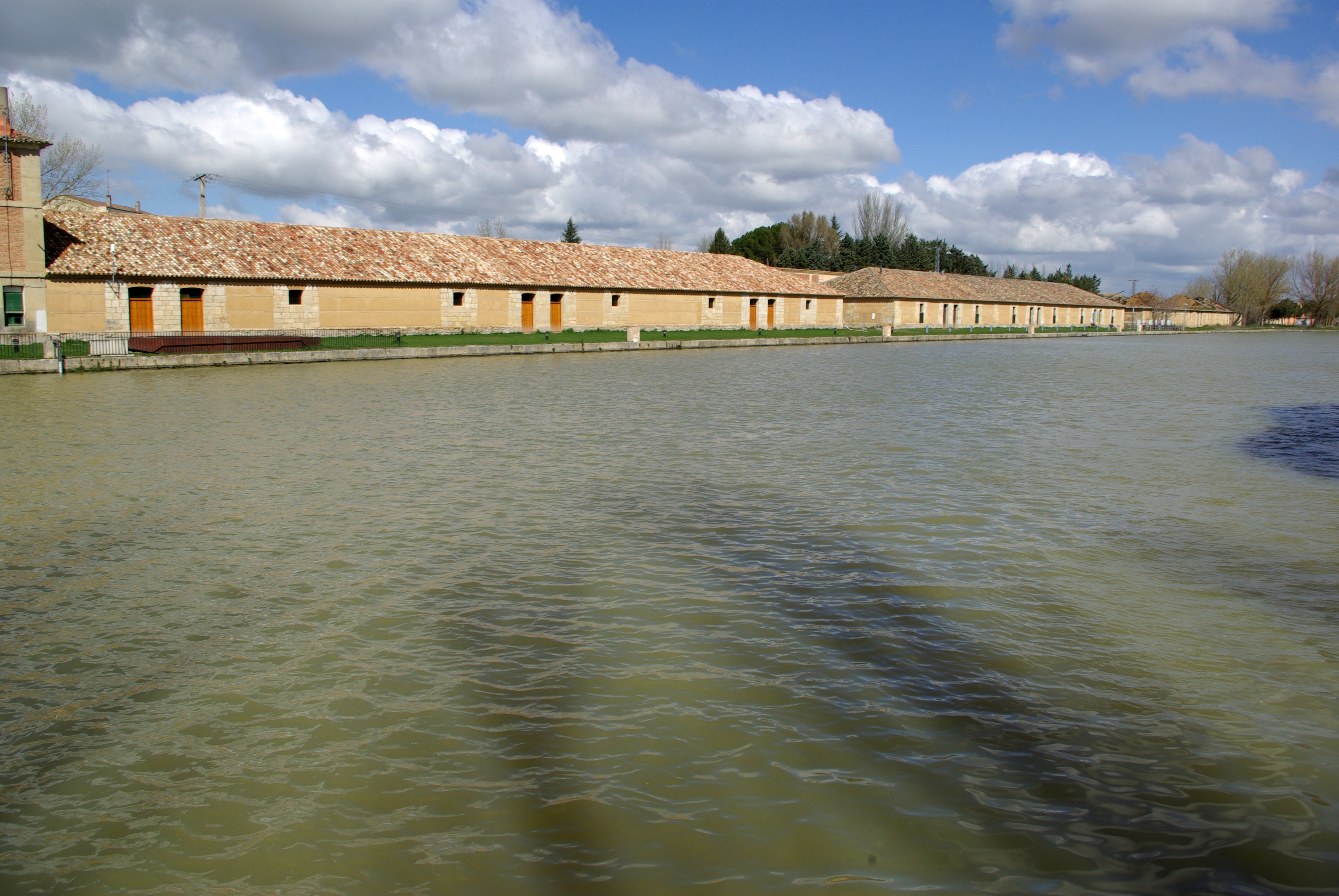
Bassin du canal de Castille.
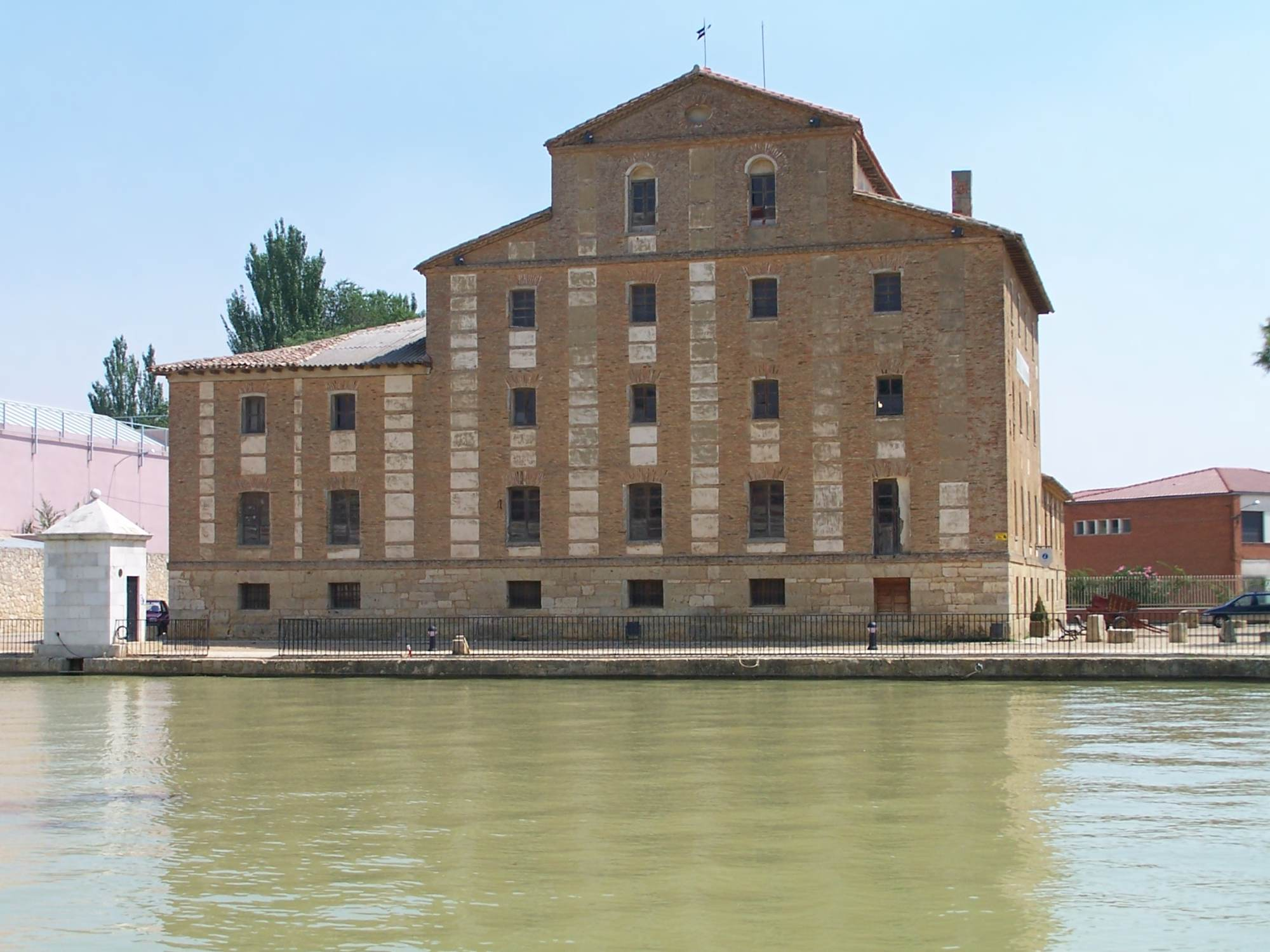
Fabrique de farine San Antonio.

### Musées
- Centre d'interprétation de la ville de Medina de Rioseco.
- Musée Capilla de los Pasos Grandes.
- Musée de la semaine sainte (situé dans l'église de Santa Cruz].